# Động đất Sumba 1977
Động đất Sumba 1977 (tiếng Anh: 1977 Sumba earthquake) là trận động đất xảy ra vào lúc 14:08 (theo giờ địa phương), ngày 19 tháng 8 năm 1977. Trận động đất có cường độ 8.3 richter, tâm chấn độ sâu khoảng 33 km. Động đất đã gây ra sóng thần cao đến 5,8 m. Hậu quả trận động đất đã làm 180 người chết, hơn 1.100 người bị thương.